# Hugues Aufray
Hugues Aufray, de nombre completo Hugues Jean Marie Auffray (Neuilly-sur-Seine, Francia; 18 de agosto de 1929) es un autor, compositor y cantante francés.

## Trayectoria artística
En 1945, después del divorcio de sus padres, vivió tres años en Madrid con su padre y por esta razón empezó su carrera cantando en español antes de volver al francés. Terminó cuarto en el Festival de la Canción de Eurovisión 1964 en el que representaba Luxemburgo, con la canción Dès que le printemps revient.
En plena época yeyé triunfó con temas de música folk, adaptados de compositores anglosajones o escritos y compuestos por él. En los años 1960 una parte de su repertorio proviene de la traducción de canciones de Bob Dylan. Sus canciones más famosas son: Santiano, Céline, Stewball... y en español Barco de Papel.
En 2022, recibió un premio especial celebrando su carrera musical y artística, durante el 63.er Congreso internacional de la Société des Poètes et Artistes de France (Spaf) que tuvo lugar ese año en Sorèze (Tarn - Occitania), donde fue alumno en la escuela abacial de la ciudad, antes de mudarse a Madrid.